# Трекурово (Чаплигінський район)
Трекурово (рос. Троекурово) — село у Чаплигінському районі Липецької області Російської Федерації.
Населення становить 971  особу. Належить до муніципального утворення Троєкуровська сільрада.

## Історія
З 13 червня 1934 до 1937 року у складі Воронезької області, 1937-1954 роках — Рязанської області. Відтак входить до складу Липецької області.
Згідно із законом від 2 липня 2004 року №114-оз органом місцевого самоврядування є Троєкуровська сільрада.

## Населення
| 1959 | 2010 |
| ---- | ---- |
| 1488 | ↘971 |